# Tender Comrade

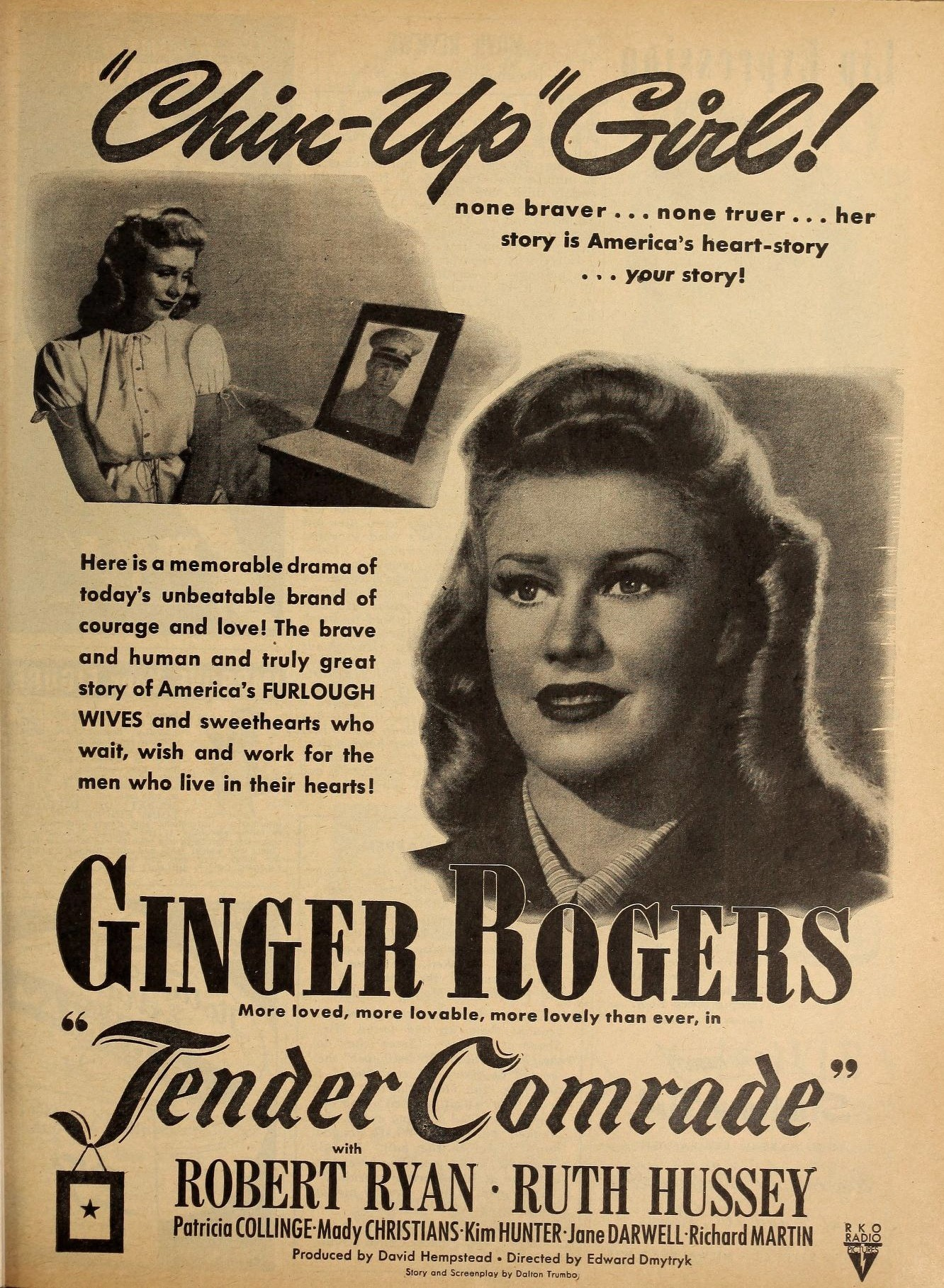
Cartaz do filme

Tender Comrade (Brasil: Mulheres de Ninguém / Portugal: Companheiros Adoráveis) é um filme estadunidense de 1943, do gênero drama, dirigido por Edward Dmytryk e estrelado por Ginger Rogers e Robert Ryan.

## A produção
A importância do filme é mais sociológica e histórica que propriamente cinematográfica, e por isso mesmo deveria "ser guardado como relíquia em um museu da Segunda Guerra Mundial". Além de mostrar a contribuição para o esforço de guerra das mulheres privadas de seus maridos que partiram para o campo de batalha além-mar, o filme despeja sermão após sermão sobre as glórias dos EUA e da liberdade, alertas sobre o perigo de não se respeitar as regras de racionamento etc. Tudo isso entrelaçado da maneira mais sentimental possível, tendo ao fundo a implacável trilha sonora de Leigh Harline.
Ora, no dia a dia, Ginger e suas companheiras eram mostradas repartindo tudo coletivamente: alugavam uma casa para morar juntas, dividiam os salários e as responsabilidades entre si, e outras coisas do tipo. Assim, não custou muito para o filme ser considerado um dos maiores exemplos de propaganda comunista jamais exibidos em solo norte-americano! Durante o Maccartismo, tudo isso voltou à tona e serviu de combustível para perseguir o diretor Dmytryk e o roteirista Dalton Trumbo.
As plateias foram seduzidas pelo que foi mostrado nas telas, muitos lenços ficaram encharcados com as lágrimas dos mais sensíveis, notadamente o público feminino e, ao fim e ao cabo, a produção resultou em um grande triunfo para a RKO Radio Pictures, com lucro líquido de $843,000.

## Sinopse
Segunda Guerra Mundial. Mesmo grávida, Jo Jones consegue emprego em fábrica de aviões, enquanto o marido Chris serve no Exército alhures. Mora com as colegas de trabalho em uma casa alugada e com elas divide o dinheiro e todas as tarefas, enquanto aguarda notícias de seu amado. Após o nascimento do filho, Jo é informada da morte de Chris. Ela, então, faz um inflamado discurso para o bebê e decide seguir em frente.

## Elenco
| Ator/Atriz        | Personagem        |
| ----------------- | ----------------- |
| Ginger Rogers     | Jo Jones          |
| Robert Ryan       | Chris Jones       |
| Ruth Hussey       | Barbara Thomas    |
| Patricia Collinge | Helen Stacey      |
| Mady Christians   | Manya Lodge       |
| Kim Hunter        | Doris Dumbrowski  |
| Jane Darwell      | Senhora Henderson |
| Richard Martin    | Mike Dumbrowski   |